# Dali (Weinan)

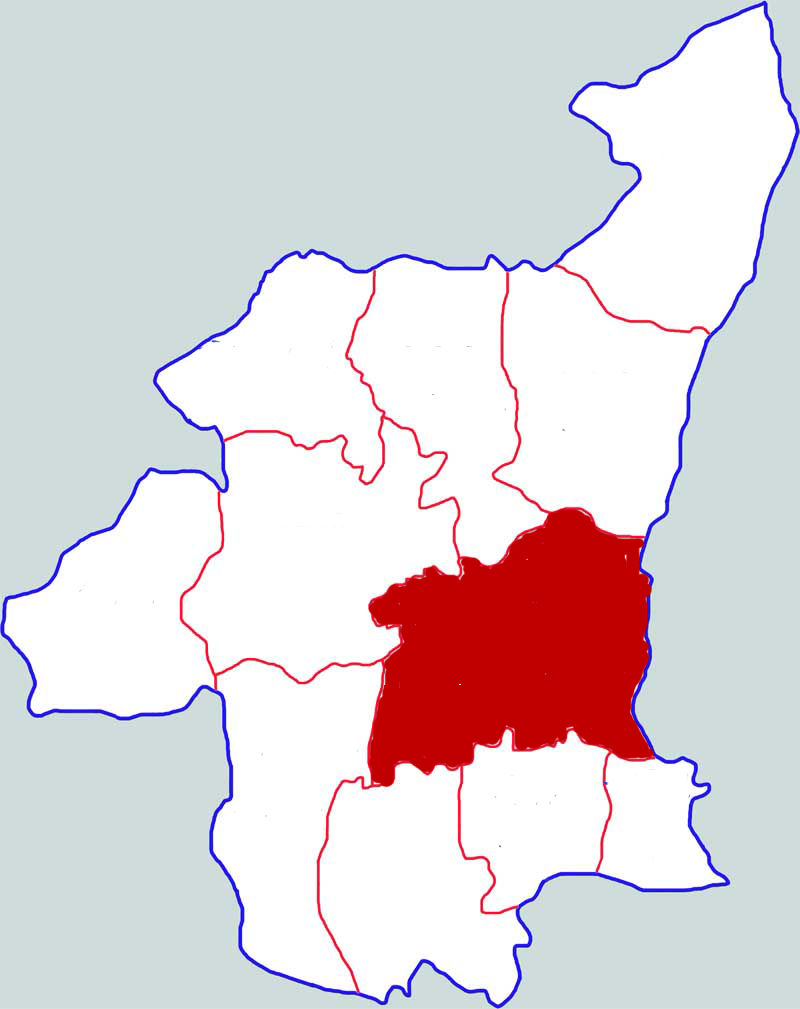
Lage in Weinan

Dali (大荔县; Pinyin: Dàlì Xiàn) ist ein Kreis der bezirksfreien Stadt Weinan der chinesischen Provinz Shaanxi. Die Fläche beträgt 1.707 Quadratkilometer und die Einwohnerzahl 592.888 (Stand: Zensus 2020). 1999 zählte Dali 686.628 Einwohner.
Die Tianshuigou-Stätte (甜水沟遗址, Tiánshuǐgōu yízhǐ) des 1978 entdeckten Dali-Menschen (大荔人, Dàlì rén) aus dem späten mittleren Pleistozän, der Getreidespeicher von Fengtu (丰图义仓, Fēngtú yìcāng), und die Qing-zeitliche Familiengrabstätte von Li Shi (李氏家族墓地, Lǐ Shì jiāzú mùdì) stehen seit 2001, 2006 bzw. 2013 auf der Liste der Denkmäler der Volksrepublik China.